# Museo etrusco Guarnacci

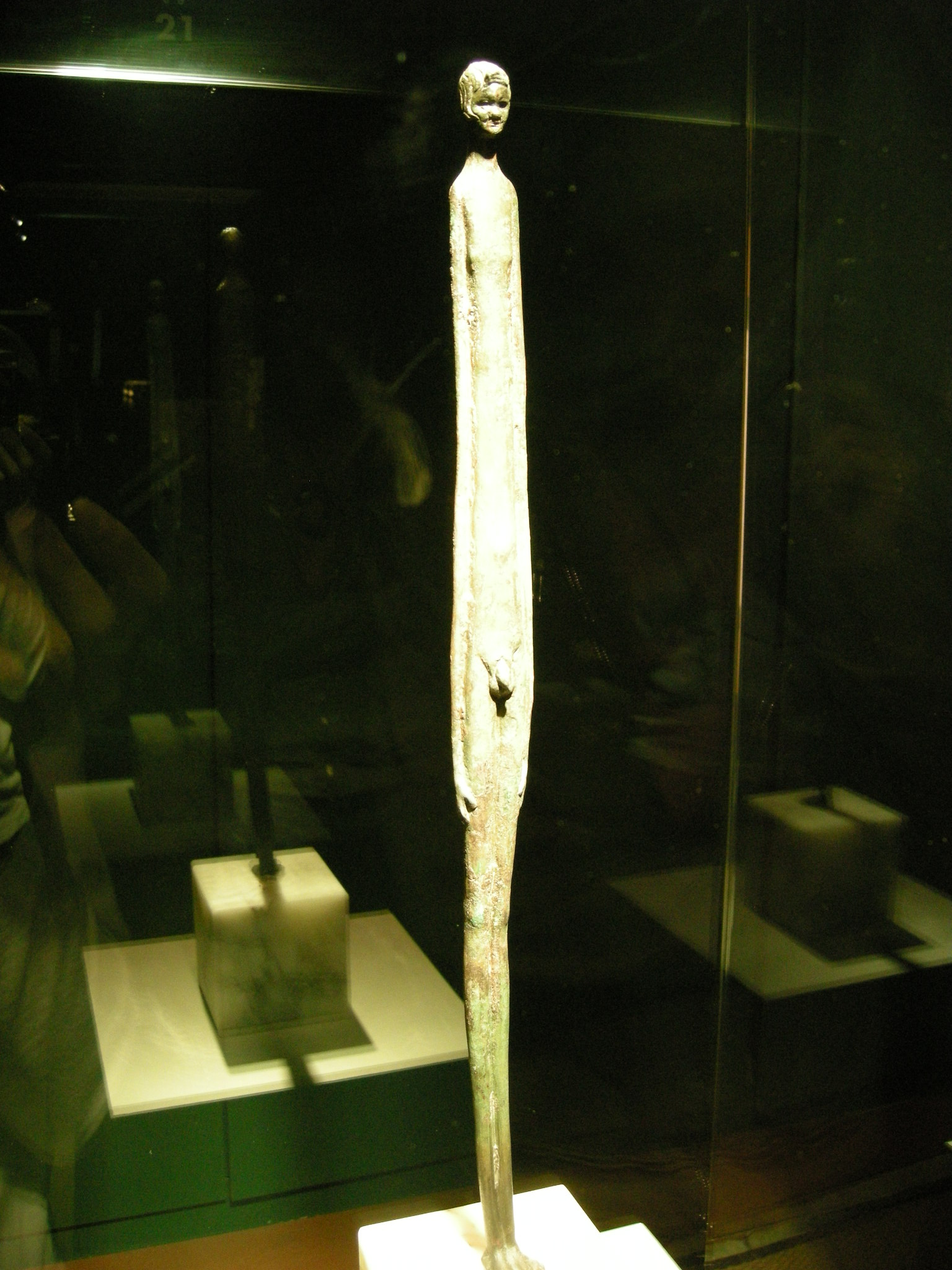
L'Ombra della Sera

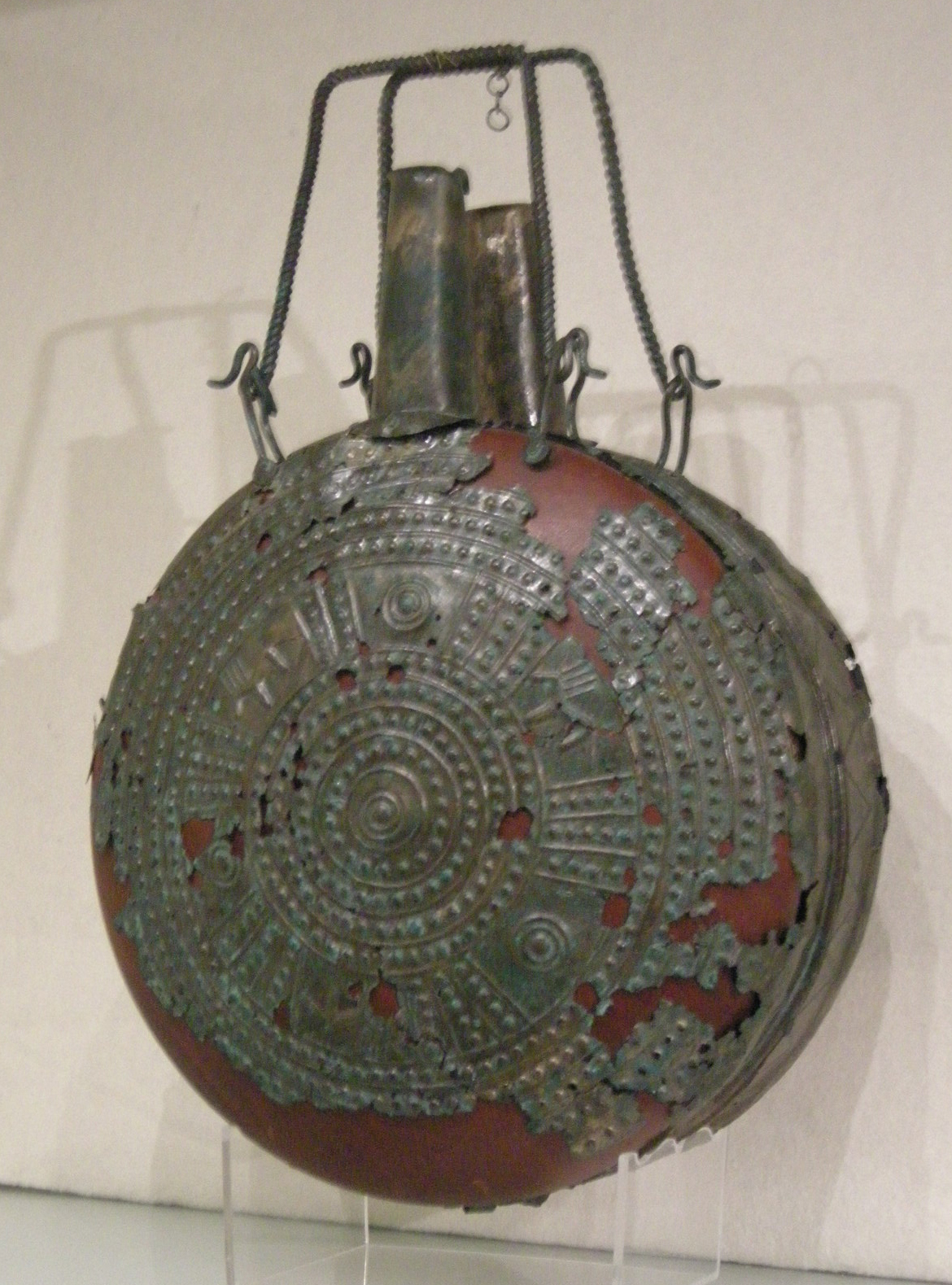
Fiasca decorata dalla Tomba del Guerriero di Poggio alle Croci

Il Museo etrusco Guarnacci ha sede in via Don Minzoni a Volterra, e contiene una delle più belle raccolte di arte etrusca.

## Storia
Nel 1776 il canonico della cattedrale di Volterra Pietro Franceschini rinveniva nei pressi della necropoli etrusca del Portone un ipogeo di notevoli dimensioni risalente all'epoca ellenistica, contenente quaranta urne etrusche, che nel 1777 donò al comune di Volterra. Questa donazione fu il primo nucleo del Museo Civico che in breve tempo raccolse molte altre opere rinvenute nei dintorni di Volterra e che fino a quel momento erano state custodite in collezioni private di nobili volterrani.
Tra le varie donazioni la più importante e più consistente fu quella di Monsignor Mario Guarnacci (1701-1785), un facoltoso sacerdote promotore di numerose campagne di scavo archeologiche, che il 15 settembre 1761 donò la sua intera collezione al neonato museo. A lui venne intitolato il museo che in oltre due secoli di storia ha incrementato il suo patrimonio grazie a numerose campagne di scavo promosse dalla Soprintendenza alle Antichità dell'Etruria.
Prima sede del museo fu palazzo Ruggeri, abitazione del Guarnacci, in seguito venne trasferito prima in alcune sale del municipio e poi dal 1877 nel palazzo Desideri-Tangassi, attuale sede.
Primo Prefetto e Bibliotecario del Museo Guarnacci di cui si ha notizia fu l'abate romano Francesco Ballani, noto librettista del suo tempo, a cui succedette nel 1805 Giuseppe Cailli fino alla sua morte nel 1810. Francesco Inghirami (1772-1846) occupò questa carica dal 1810 fino al 1815.
Il museo espone la più cospicua collezione di urne etrusche al mondo.
Tra le opere custodite più interessanti si trovano:
- Stele di Avile Tite
- Ombra della sera, statuetta in bronzo di struttura filiforme
- Urna degli sposi, urna in terracotta
- Testa Lorenzini

## La collezione
La collezione etrusca, integrata da numerosi reperti sia di età villanoviana che di età romana, è dislocata su tre piani del palazzo ed costituita da 38 sale collegate in un percorso didattico che consente di percorrere le tappe più importanti della storia dell'antica Velathri.

### Piano Terreno

#### Sala I

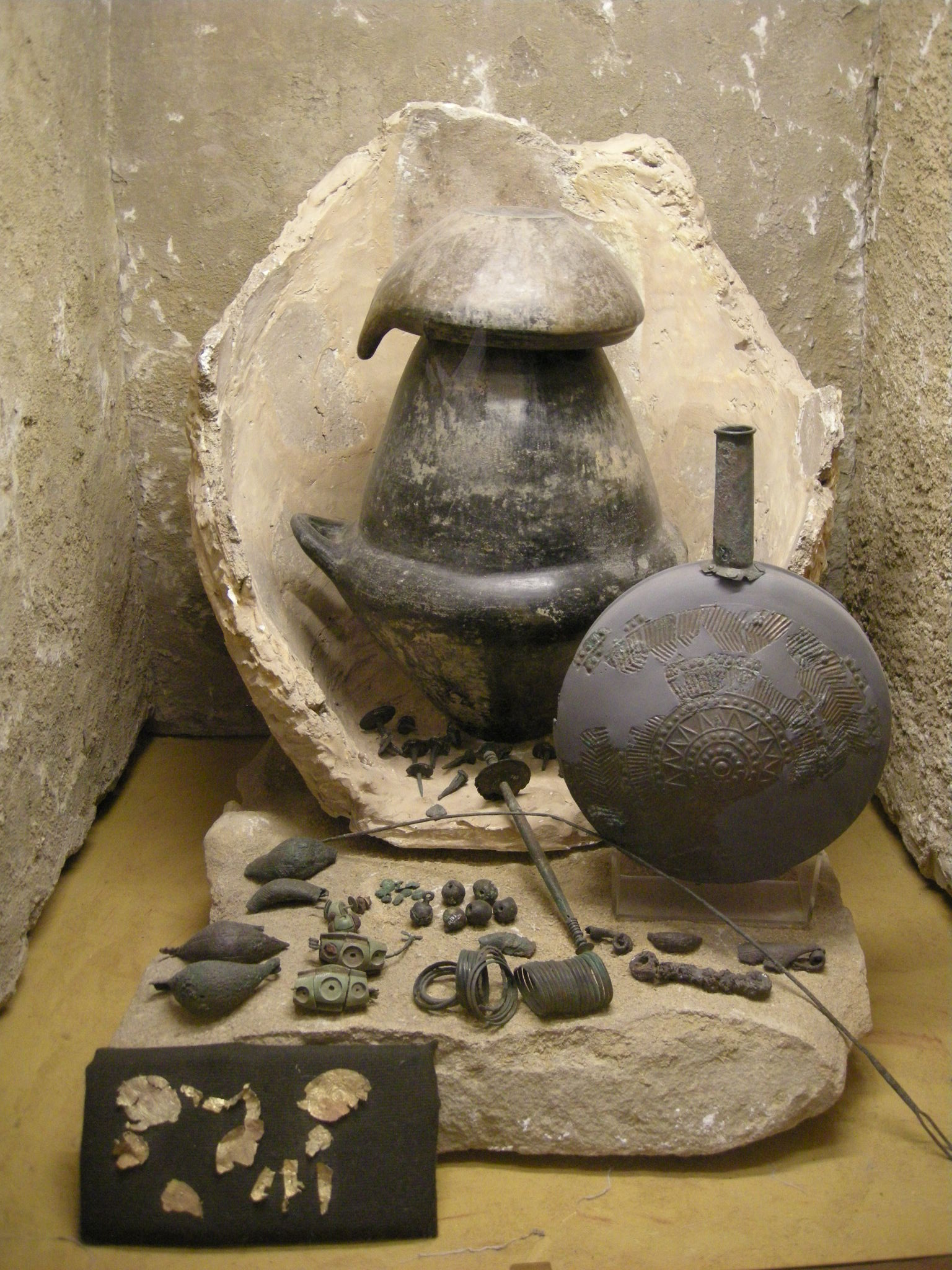
Ricostruzione della tomba di Badia

Nella prima sale a sono raccolti reperti risalenti al periodo eneolitico (3000-2000 a.C.), principalmente asce, pugnali di rame, punte di freccia provenienti dalle tombe rinvenute a Pomarance, Guardistallo e Montebradoni che testimoniano come il territorio volterrano fosse intensamente abitato già in età preistorica.
Sono inoltre presenti reperti del periodo neolitico e dell'età del bronzo (2000-1000 a.C.) e dell'età del ferro. I reperti di epoca villanoviana (X-VIII secolo a.C.) sono costituiti da ziri e ossari biconici e oggetti di corredo funebre quali punte di lancia, morsi equini, fibule e vasi di impasto.
Al centro della sala è ricostruita la cosiddetta Tomba di Badia, il cui corredo funebre è esposto in una vetrina adiacente.

#### Sala I bis

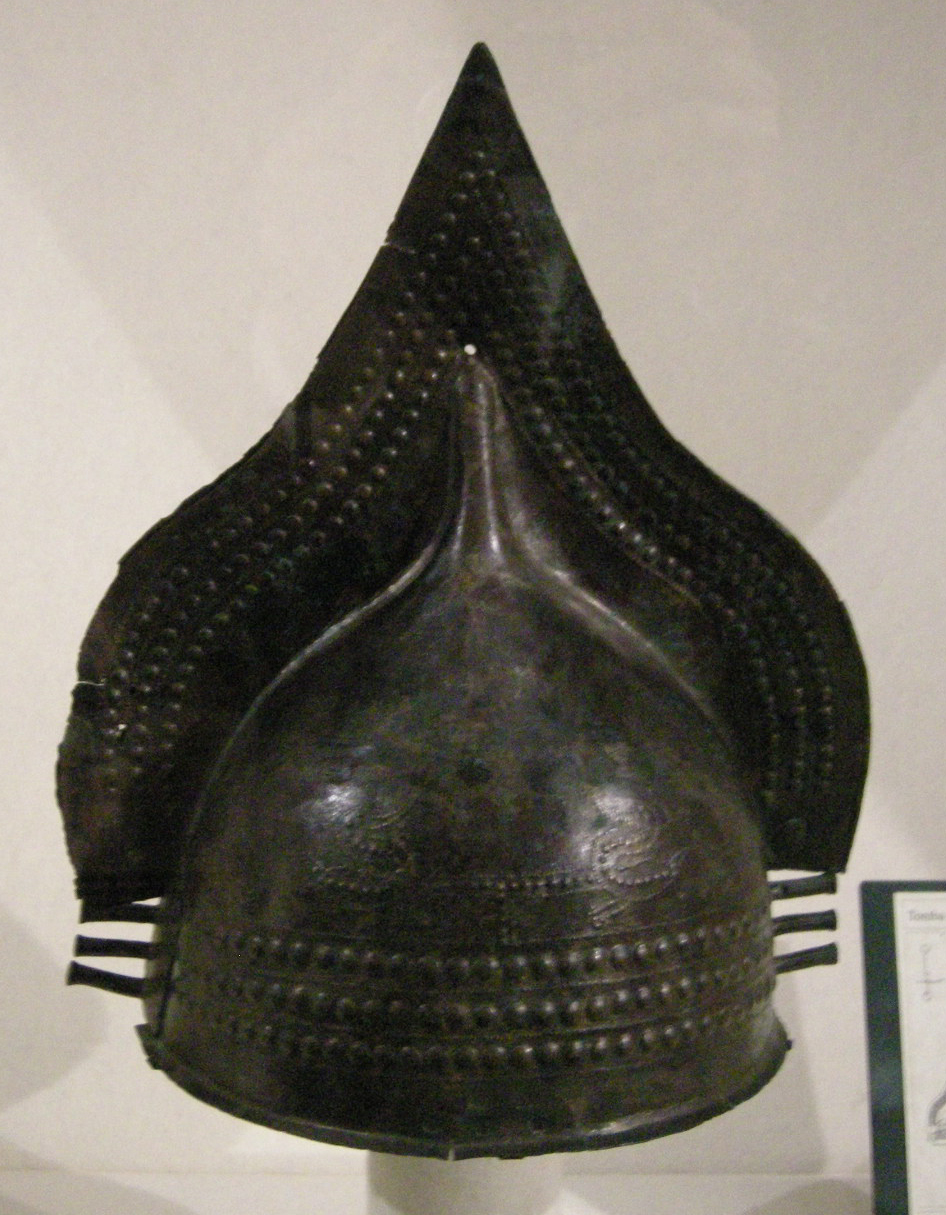
L'elmo crestato del guerriero di Poggio alle Croci

In questa sala il materiale esposto proviene dalla necropoli delle Ripaie e venne rinvenuto negli anni sessanta del XX secolo durante i lavori per la costruzione dello stadio comunale. In quell'occasione vennero alla luce diverse tombe di epoca villanoviana che sono state ricostruite ai lati della sala.
La più interessante è la Tomba Q1 con camera sepolcrale a pseudocupola; il suo corredo è composto da due fermatrecce in argento, un fermaglio in bronzo smaltato, varie fibule di ferro, una fuseruola e tre aryballoi di epoca etrusco-corinzia. La tomba risale al VII secolo a.C., epoca di intenso scambi commerciali tra l'Etruria e Corinto.
Molto recente è l'allestimento degli scavi della tomba del guerriero di Poggio alle Croci, scavata tra il 1996 e il 1997, dalla quale proviene uno straordinario elmo crestato e una fiasca bronzea che non ha equivalenti al mondo per stato di conservazione.

#### Sala II

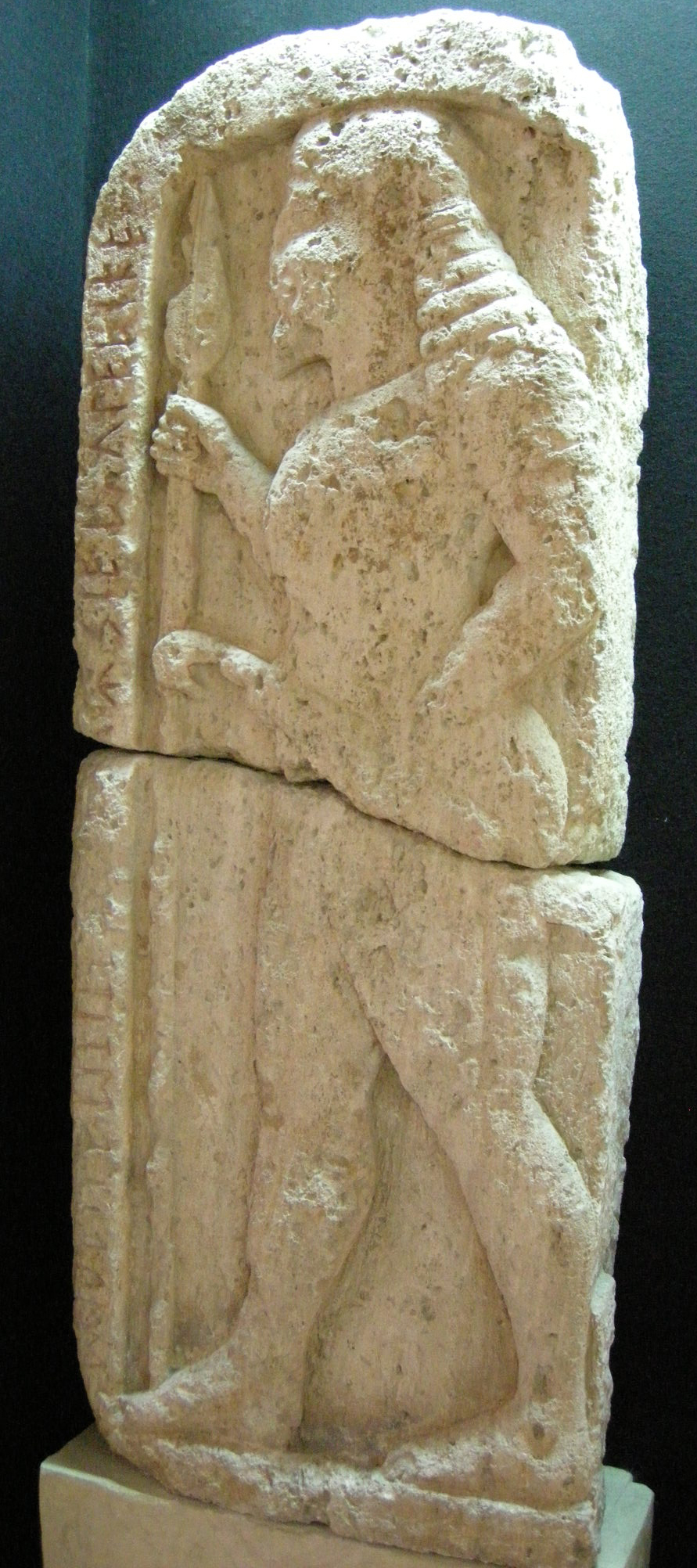
Stele di Avile Tites

In questa sala sono raccolti materiali risalenti al periodo orientalizzante. Questa epoca non è molto documentata a Volterra, questo perché gran parte delle tombe di questo periodo vennero distrutte a seguito della costruzione della cinta muraria del IV secolo a.C. che inglobò il territorio su cui erano ubicate le necropoli dell'epoca.
Sono presenti una serie di bronzetti arcaici risalenti agli inizi del VI secolo a.C., un attingitoio di impasto buccheroide con al piede un'iscrizione e che risale al VII secolo a.C., alcune belle fibule in elettro provenienti da una tomba scoperta nel bosco di Berignone e una catena in oro lavorata a filigrana lunga databile anch'essa al VII secolo a.C.

In questa sala è presente la Stele di Avile Tite, come è inciso in un'iscrizione posta sulla parte sinistra. La stele rappresenta un guerriero dai capelli lunghi e armato di lancia e spada con un'impugnatura a testa di uccello. La stele è di stile greco-orientale e risale al VI secolo a.C.

#### Sala III

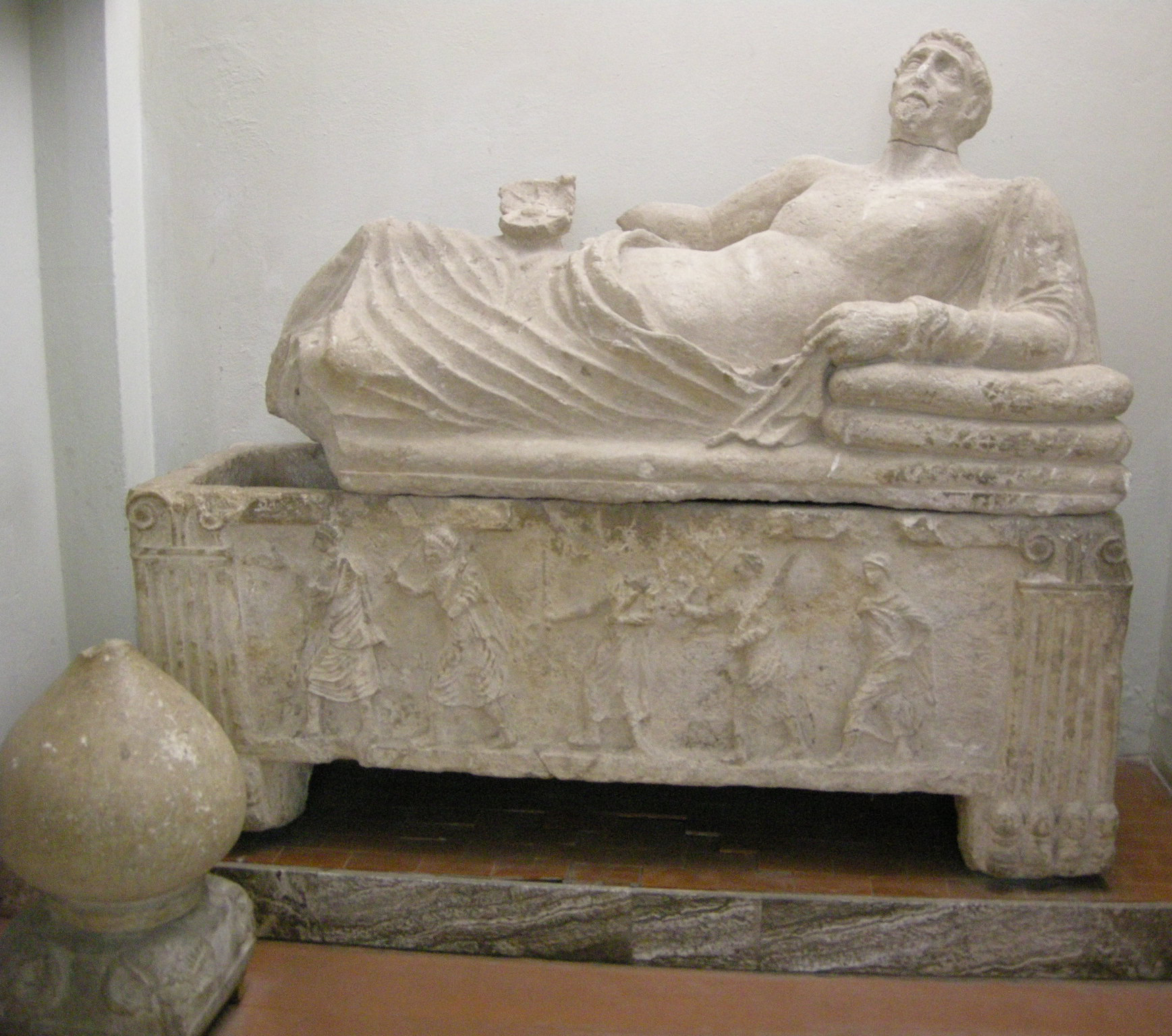
Uno dei due sarcofagi dalla necropoli del Portone, in stile chiusino

Al centro della sala è posta una testa in marmo nota col nome di Testa Lorenzini perché casualmente rinvenuta da Lorenzo Lorenzini durante dei lavori di ristrutturazione in un suo edificio posto nel centro storico. La statua raffigura una divinità, forse Apollo e viene datata tra il 480 a.C. e il 460 a.C.; è la più antica statua marmorea dell'Etruria settentrionale.
Nella sala sono presenti anche un cratere attico a figure rosse del V secolo a.C., una serie di urne molto semplici, alcune conservano tracce di pitture, risalenti al IV secolo a.C., due sarcofagi provenienti dalla necropoli del Portone, che rappresentano un rarissimo esempio di sepoltura a inumazione in un'area dove si usava solo la cremazione. Sono anche presenti una serie di urne con decorazioni floreali, tra cui spicca quella catalogata col numero 538 che presenta una figura femminile dai lineamenti particolarmente aggraziati.

#### Sala IV
In questa sala, come nelle altre del piano terra, ci sono cinerari esposti secondo lo stile in voga nel XIX secolo. In quell'epoca si raccoglievano in un unico ambiente materiali simili anche se provenienti da siti archeologici diversi. Significativa l'urna numerata 37 nella quale è scolpita una finestra semichiusa che rivela che l'urna fosse ritenuta dagli etruschi dimora del defunto.

#### Sala V
Sono presenti urne con raffigurazioni sulla cassa di animali fantastici come ippocampi e grifoni.

#### Sala VI
Sono qui raccolte le urne raffiguranti le scene di commiato funebre.

#### Sala VII
In questa sala sono raccolte urne che raffigurano il viaggio del defunto fino all'aldilà. Sull'urna 156 è raffigurato un magistrato che saluta i congiunti in un clima di sfarzo mentre nella numero 121 il defunto col volto semicoperto parte a cavallo per l'ultimo viaggio accompagnato da un servo: ad attenderlo trova una figura demoniaca Carun che impugna un grosso martello.

### Il giardino
Vi si accede dalla sala VII e vi sono collocate urne, tombe barbariche e i resti di un calidarium. Vi è posta anche una statua raffigurante forse Marco Tullio Cicerone, conosciuta nella tradizione cittadina come Prete o proto Marzio.
Dal giardino si può osservare la chiesa di Sant'Andrea.

#### Sala VIII

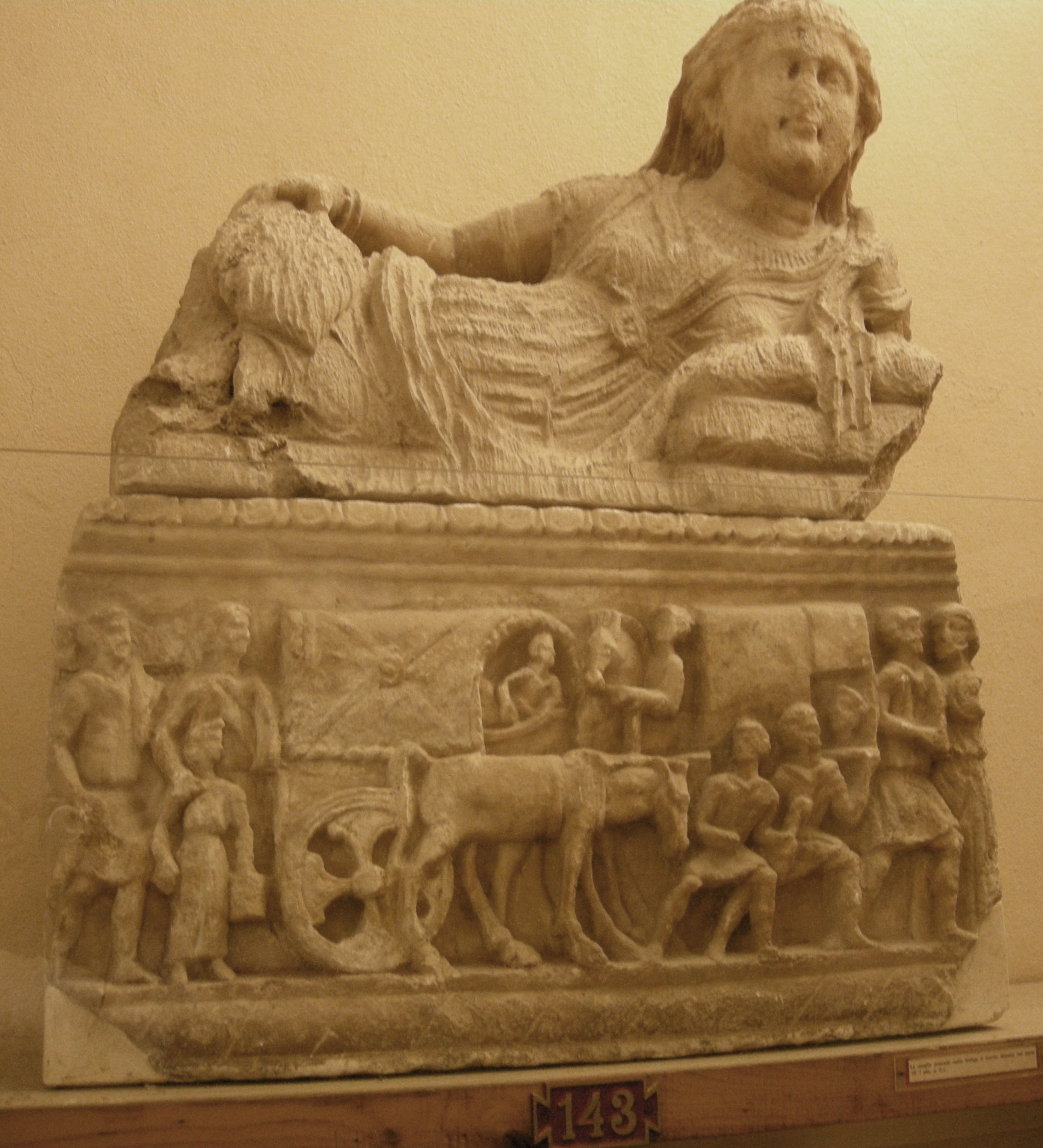
Urna con scena di viaggio agli Inferi in carpento

Sono qui conservate le urne che hanno per tema le scene del viaggio agli Inferi in carpento, un carro coperto. Significativa l'urna 136 sul cui coperchio è raffigurato l'aruspice Aule Lecu, nell'atto di esaminare un fegato ovino. Notevole anche l'una 141 che presenta un'iscrizione A. Caecina Selcia annos XII.

#### Sala IX
Qui sono raccolte le urne raffiguranti scene di viaggio in quadriga, in nave e quelle raffiguranti il ratto di Proserpina.

### Piano Primo

#### Sala XIII

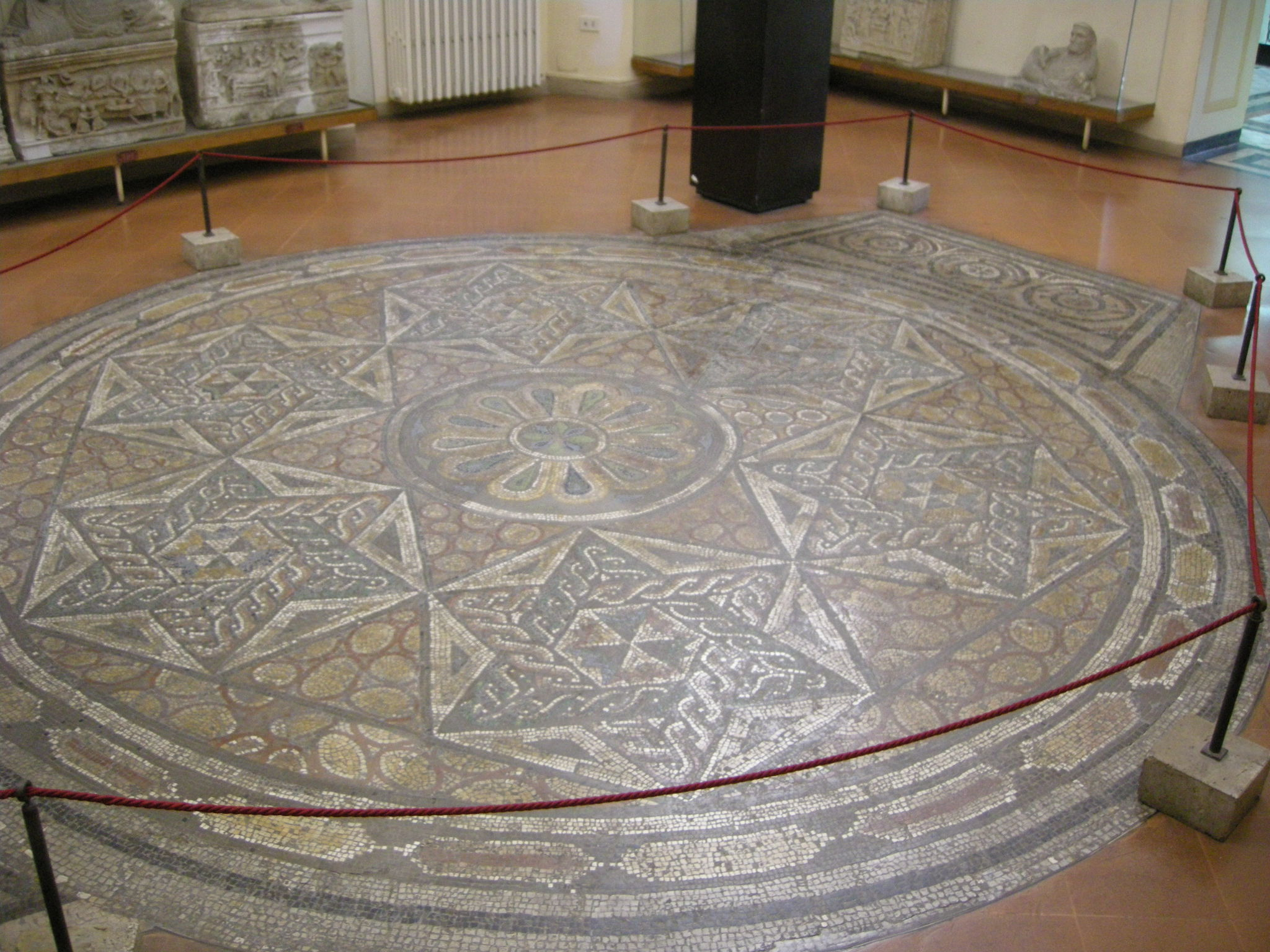
Mosaico romano dalle terme di San Felice

Al centro di questa sala è sposto un mosaico policromo di epoca romana proveniente dalle terme di San Felice. Le urne di questa sala raffigurano i miti greci: Medea che fugge da Corinto, la saga del Minotauro, Pelope e Ippodamia a testimonianza che le leggende greche furono progressivamente conosciute in Etruria a partire dal III secolo a.C.

#### Sala XIV
Anche qui le urne rappresentano miti greci: Perseo e Andromeda, Centauromachia, la caccia al cinghiale Calidonio e il ratto delle Leucippidi. Al centro della sala è esposto un mosaico rinvenuto nei pressi di Castagneto Carducci.

#### Sala XV
Sono qui esposte le urne raffiguranti l'apparizione del coniuge defunto alla moglie o secondo un'altra lettura viene qui rappresentato il mito di Erifile e Anfiarao; al centro è esposto un mosaico romano.

#### Sala XVI
Le urne rappresentano episodi del Ciclo Tebano quali l'assalto alla città di Tebe, Anfiarao inghiottito nella voragine aperta da Zeus, Edipo e la Sfinge, il duello tra Eteocle e Polinice, Cadmo e il serpente, l'assassinio di Enomao e infine Atteone sbranato dai cani e Dirce straziata dal toro.

#### Sala XVII
Al centro un mosaico scoperto nei pressi della chiesa di San Francesco. Le urne qui raffigurano il ciclo Troiano; il rapimento di Elena, il riconoscimento di Paride, il sacrificio di Ifigenia, Telefo nell'accampamento dei greci, le Amazzoni in soccorso dei troiani, Filottete abbandonato nell'isola di Lemno e i prigionieri troiani sacrificati per il funerale di Patroclo.

#### Sala XVIII
Le urne qui rappresentano il mito di Oreste, teme della trilogia di Eschilo: Agamennone è ucciso da Egisto e Clitennestra, Oreste vendica l'assassinio del padre e le Furie perseguitano Oreste.
Altre urne rappresentano invece il mito di Ulisse: l'accecamento di Polifemo, la seduzione della maga Circe, il richiamo delle Sirene e l'uccisione dei Proci

#### Sala XIX
Le urne presentano bassorilievi raffiguranti scene di combattimento tra Galli ed Etruschi e la fine di Mirtilo.

#### Sala XX

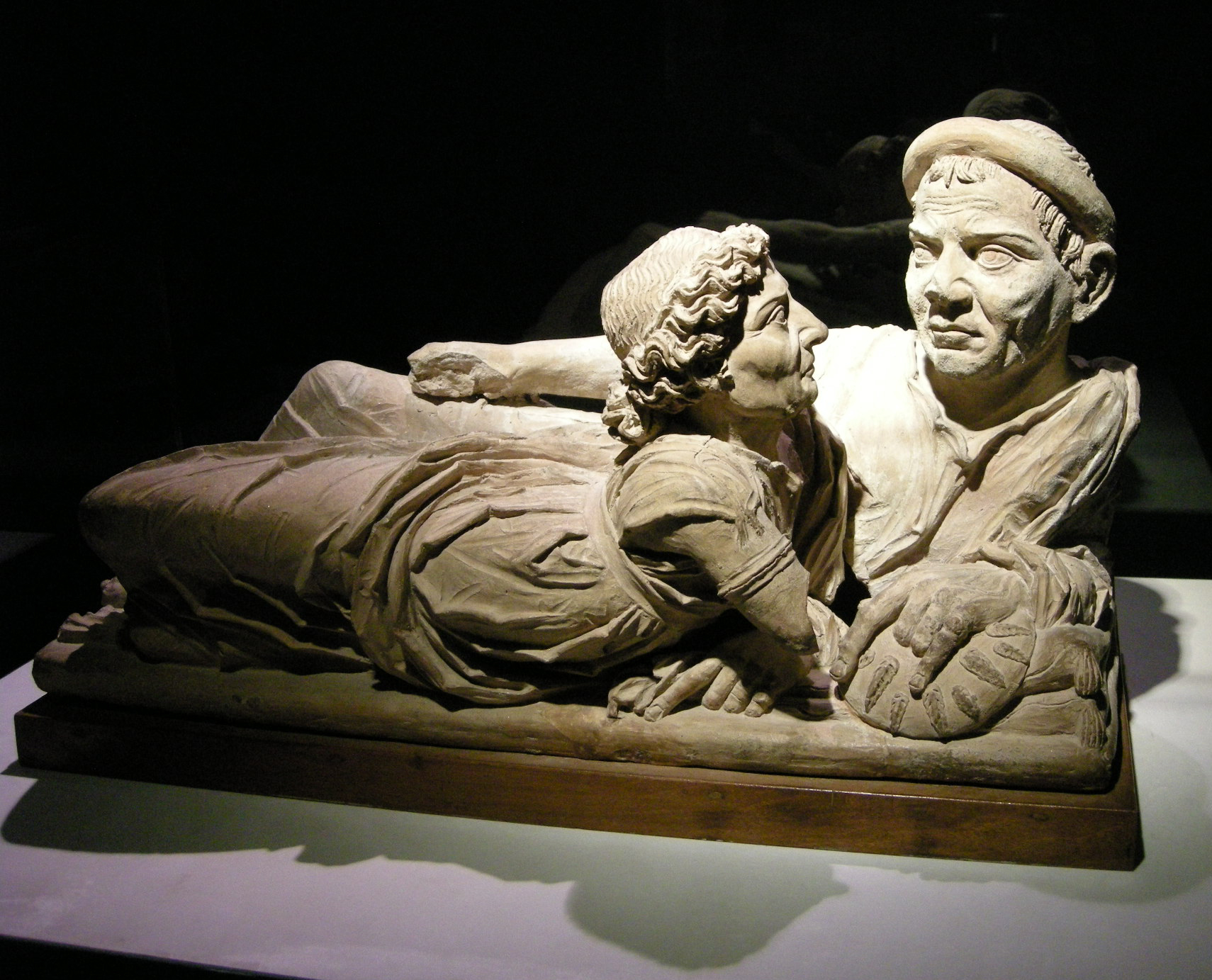
Urna degli sposi

In questa sala è esposto uno dei capolavori dell'arte etrusca: il coperchio in terracotta lavorata a stecca raffigurante una coppia di coniugi e conosciuto come Urna degli Sposi. Notevole il realismo della raffigurazione del volto dei due personaggi. L'opera è ritenuta risalente al periodo sillano (80 a.C.-90 a.C.) e quindi legata al ritratto romano repubblicano.
Intorno all'urna sono esposte ceramiche non verniciate di uso quotidiano come anfore romane.

#### Sala XXI
Sono esposte delle ceramiche provenienti da Serre di Rapolano, nei pressi di Chiusi. Si tratta di vasi di buccheri pesante di colorazione nero lucente, una manifattura tipica dell'area di Chiusi risalente al VI - V secolo a.C. Altri vasi presentano figure nere (VI secolo a.C.) e figure rosse (V secolo a.C.).

#### Sala XXII
In questa sala è esposta l'opera più celebre del museo: il bronzo longilineo conosciuto come l'Ombra della Sera, secondo la definizione che ne dette Gabriele D'Annunzio.
Si tratta probabilmente di un ex voto risalente al III secolo a.C. e proviene dalla collezione Buonarroti di Firenze. Fu acquistato dal Guarnacci dopo che ne era stata pubblicata un disegno da Anton Francesco Gori, uno studioso di etruscherie, il quale sosteneva che la scultura fosse stata rinvenuta in territorio volterrano.
La statua è alta 57,50 cm e raffigura un giovane in modo enormemente allungato. Gli ex voto allungati sono tipici del III secolo a.C. ma l'Ombra della Sera per la sua moderna espressività è probabilmente opera di un artista di grande sensibilità.

#### Sala XXIII
La sala presenta una raccolta di oggetti in bronzo: fibule, cinture, bracciali, strumenti chirurgici e un elmo a calotta del IV secolo a.C. . Sono presenti inoltre una serie di monete di epoca etrusca, repubblicana e imperiale.

#### Sala XXIV
Sono esposti una serie di oggetti in avorio e osso e una notevole raccolta di ex voto in bronzo raffiguranti animali, divinità e amuleti tutti realizzati tra il VII e il V secolo a.C.

#### Sala XXV
Sono esposte oreficerie e gemme quali cammei, anelli, sigilli spille, collane ecc. ecc.

#### Sala XXVI
Vi sono esposte opere di epoca romana scoperte nell'area di Vallebona dove è posto il teatro romano. Vi è un'iscrizione in origine collocata sul fronte scenico del teatro a ricordo di Aulo e Caio Caecina che fecero costruire il teatro nel I secolo a.C.
Sono presenti anche due statue raffiguranti le teste di Augusto e della moglie Livia e una ricostruzione di una tomba di età tardo romana.

### Piano Secondo

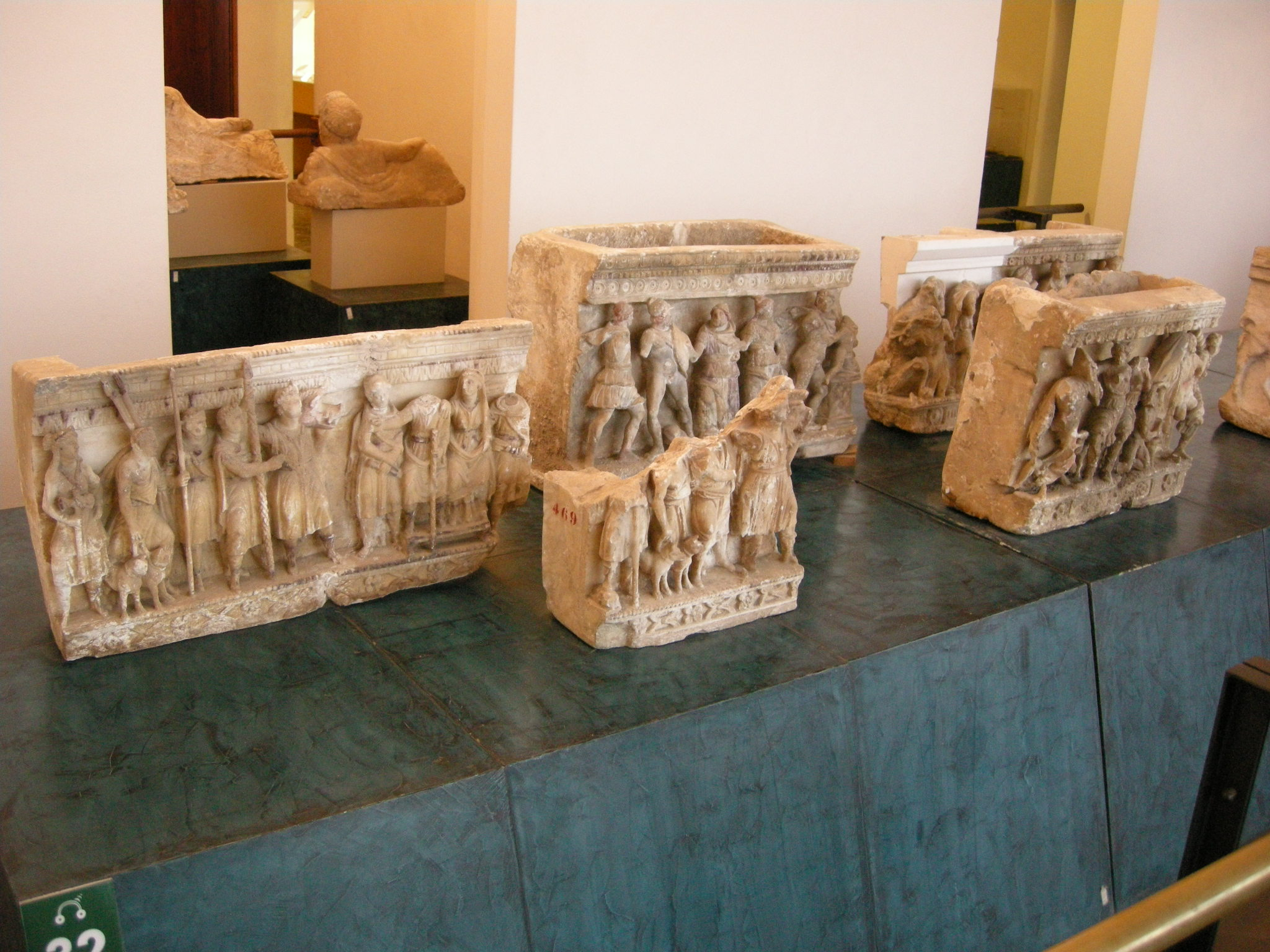
Una sala al secondo piano

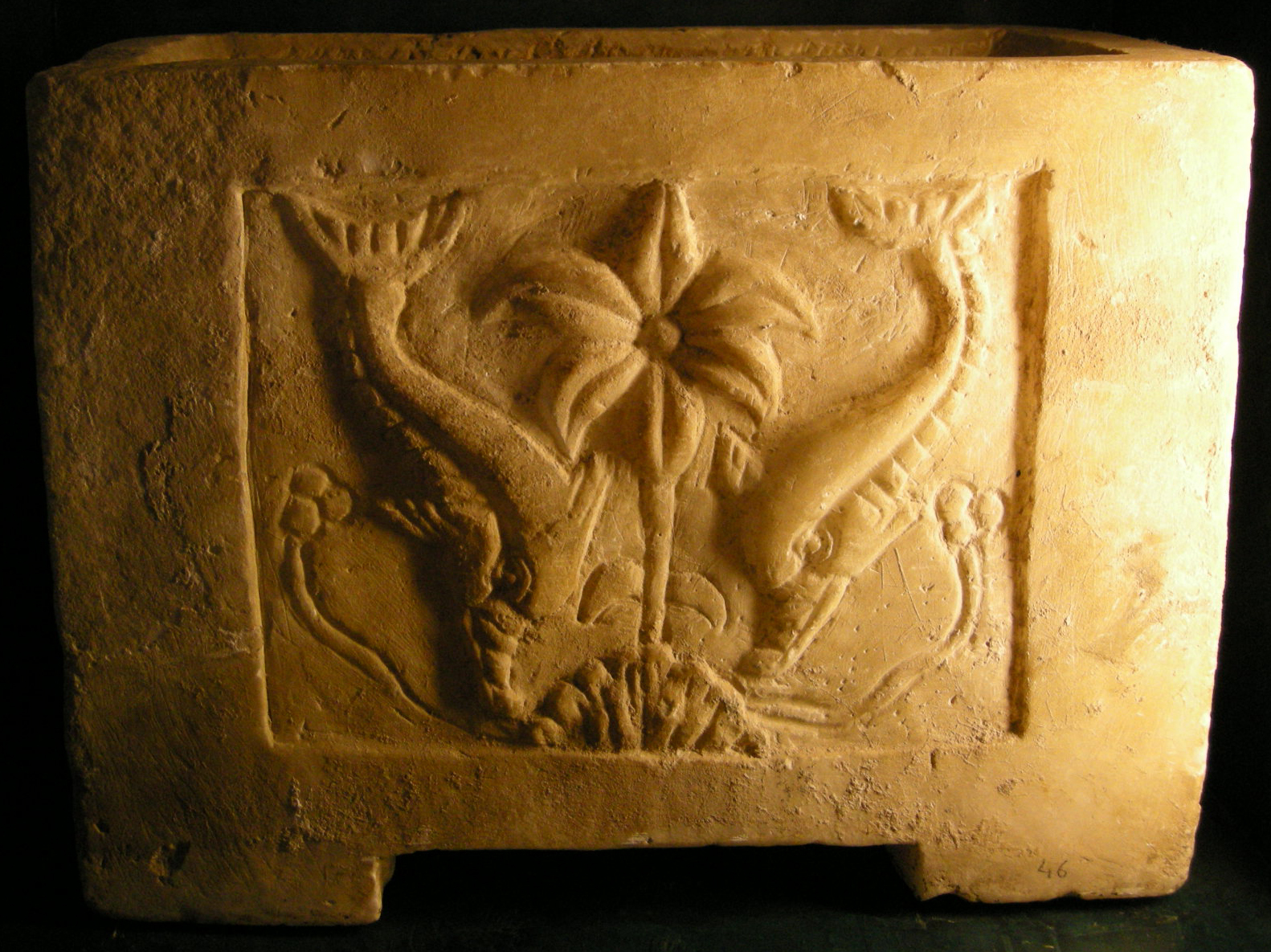
Cassa di urna cineraria con delfini

#### Sala XXVII
In questa sala, come nelle successive, le urne sono circondate dal loro corredo funebre in modo da poter ammirare il monumento funebre nella stessa composizione del ritrovamento.
Sono esposte due urne con coperchio displuviato, una in terracotta e una in tufo. Risalgono entrambe al IV secolo a.C. e sono i primi esempi di raffigurazione antropomorfa scoperti nel territorio volterrano.

#### Sala XXVIII
Sono qui ricostituite varie tombe a camera. Quella sulla sinistra, risalente al II secolo a.C. è stata scoperta nella necropoli di Badia e le urne rappresentano miti greci. Quella di destra proviene dalla necropoli del Portone e presenta un ricco corredo composto da vasellame, anelli specchi e anch'essa risale al II secolo a.C.

#### Sala XXIX
È qui ricostruita una vecchia bottega artigiana dove sono esposti coperchi di urne raffiguranti con i volti dai tratti molto simili.

#### Sala XXX
Sono qui esposte una serie di urne che provengono da botteghe artigiane di alto livello botteghe che sono state identificate attraverso il nome del loro proprietario. Interessanti quelle catalogate col numero 228 realizzata dal Maestro di Mirtilo, le numero 245 e 427 realizzate dalla bottega delle piccole patere e le numero 259 e 338 realizzate dalla bottega delle rosette e palmette. Tutte risalgono al II secolo a.C.

#### Sala XXXI
Sono esposte le urne che rappresentano le raffigurazioni più presenti nelle urne volterrane: miti greci e viaggia gli inferi. I committenti che sceglievano il tema dei viaggi agli inferi generalmente erano costituiti da un pubblico maggiormente legato alle credenze religiose tipiche del popolo etrusco; chi invece sceglieva i miti greci era generalmente un pubblico più colto.

#### Sala XXXII
In esposizione in questa sala ci sono urne che raffigurano il defunto secondo gli schemi iconografici macedone-orientale.

#### Sala XXXII a
Sono qui esposte urne con coperchi raffiguranti volti dai tratti somatici molto accentuati.

#### Sala XXXIII
In questa sala sono esposti bronzi. Specchi bronzetti votivi. Molto importante il bronzo raffigurante Il Portatore d'Acqua che venne rinvenuto nella necropoli della Docciola. Si tratta di una figura molto allungata che richiama lo stile dell'Ombra della Sera.

#### Sala XXXIV
Sono qui esposte soprattutto monete dell'etrusca Velathri risalenti tutte al III secolo a.C.

#### Sala XXXV
In esposizioni steli funerari e cippi talvolta con iscrizioni. Significativi due frammenti di statue femminili in marmo di Carrara. Quella acefala raffigura una donna col bambino; sul braccio destro vi è un'iscrizione che viene interpretata io sono Larthi... Velchinei dedicò.

#### Sala XXXVI
In questa sala sono esposte ceramiche a figure nere: skyphoi, kylikes, oinochoai, situle... Significativi i grandi vasi decorati con motivi vegetali, la cui vernice è di un nero molto lucente. Furono prodotti dalla Fabbrica di Malacena e scoperti nei pressi di Monteriggioni.

#### Sala XXXVII
Sala delle ceramiche a figure rosse risalenti al IV secolo a.C. e di produzione locale.

#### Sala XXXVIII
In questa sala sono poste urne provenienti dalla tomba della famiglia Luvisu come riporta un'iscrizione sul coperchio di un'olla cineraria in alabastro. La tomba venne rinvenuta nel 1738 nella necropoli del Portone da Monsignor Guarnacci.

### Opere di consultazione
- Renato Bacci, Volterra, Museo Etrusco Guarnacci, Arti Grafiche C.G.,Milano 1997
- Gabriele Cateni, Volterra. Museo Guarnacci, Pisa, Pacini, 1988.
- Enrico Fiumi, Storia e sviluppo del museo Guarnacci di Volterra, Firenze, 1977
- Renato Galli, Guida breve del Museo etrusco "Mario Guarnacci" di Volterra, pubblicato da Edizioni I.F.I.

### Cataloghi
- Corpus urne volterrane, 4 vol.
- Mauro Cristofani, Urne Volterrane.2. Il Museo Guarnacci. parte I.. Firenze, Centro Di, 1977
- Gabriele Cateni, Urne Volterrane.2. Il Museo Guarnacci. parte II.. Pisa, ed. Pacini, 1986